# Duri si diventa
Duri si diventa (Get Hard) è un film del 2015 diretto da Etan Cohen.
Film commedia con Will Ferrell e Kevin Hart nei ruoli dei protagonisti, James King e Darnell Lewis.

## Trama
James King è un investitore finanziario di successo, ed è fidanzato con Alissa, la figlia del suo capo, Martin. La sua vita sembra perfetta, ma le cose precipitano quando i federali lo arrestano per frode e appropriazione indebita, avendo rubato del denaro ai suoi clienti. James non capisce come sia possibile dato che si professa innocente, il suo avvocato gli consiglia di patteggiare, ma James non vuole dichiararsi colpevole quindi decide di portare il caso in tribunale, dove però il giudice lo dichiara colpevole, condannandolo a dieci anni nella terribile prigione di San Quintino, conosciuta per il "focoso" comportamento dei suoi detenuti. Come se non bastasse Alissa decide di lasciarlo; inoltre, fino al giorno in cui verrà scortato in prigione, dovrà portare con sé una cavigliera elettronica.
James è preoccupato per ciò che potrebbe succedergli in carcere, sapendo da subito che non ha le capacità per sopravvivere lì, ma poi gli viene in mente una strana idea: chiedere aiuto a Darnell, il proprietario di un autolavaggio dove spesso James portava la sua auto. Dato che Darnell è un uomo di colore, James, influenzato dai suoi pregiudizi razziali, dà per scontato che lui sia un ex galeotto, e che dunque potrebbe dargli delle dritte per sopravvivere al carcere. Ciò che James non sa è che Darnell è un uomo onesto che non ha mai infranto la legge, ma Darnell decide di fargli credere che un tempo fosse stato in prigione, specialmente dopo che James gli promette trentamila dollari in cambio del suo "addestramento", infatti Darnell vede questa come una possibilità per aprire una nuova attività di autolavaggio in un buon quartiere e dare a sua moglie e alla loro bambina un tenore di vita migliore.
Darnell chiede a suo cugino Russell, che diversamente da lui è stato veramente in prigione, qualche dritta, dunque Darnell inizia a istruire James, facendogli prendere coscienza di quelle che saranno le difficoltà all'interno del penitenziario, anche se il tutto porta a delle scene comiche. James telefona a Martin dicendogli che Darnell lo sta aiutando, ma Martin, non sapendo chi sia questo Darnell, inizia a pensare che si tratti di un investigatore, e che dunque James vuole analizzare meglio la storia della frode, dunque Martin chiede ai suoi complici, Gayle e Peter (l'avvocato di James), di indagare.
James cena insieme a Darnell e alla sua famiglia; Rita, la moglie di Darnell, non trova giusto il fatto che suo marito stia prendendo in giro James, inoltre lei ritiene che sia una brava persona e che probabilmente sia innocente, riguardo alle accuse per cui è stato condannato, inoltre dice a Darnell che dovrebbe aiutarlo per davvero. Quindi Darnell porta James da suo cugino Russell, capo di una banda, per chiedere ai suoi uomini di proteggere James quando finirà in carcere. Inizialmente Russell non vedeva di buon occhio James, che chiama "maionese", ma quest'ultimo si guadagna la sua stima aumentando i suoi guadagni tramite investimenti, usando la sua esperienza nel settore. Inaspettatamente James e Darnell diventano sempre più amici, anche Darnell inizia a capire che James è veramente innocente, quindi decide di aiutarlo provando la sua innocenza, a cominciare da chi abbia falsificato i registri finanziari facendo ricadere la colpa su James, lo stesso James dice che tutto passa attraverso Martin, e dunque Darnell gli fa capire che probabilmente il suo capo gli nasconde qualcosa.
Fingendosi due inservienti, James e Darnell entrano nell'ufficio di Martin dove trovano un vecchio computer di sua proprietà, non collegato a nessun sistema informatico, quindi non rintracciabile, lì sono trascritti i registri originali, i due lo portano via, ma vengono raggiunti da Gayle, che punta loro la sua pistola, James lo aggredisce, disarmandolo, poi Darnell prende la pistola ma non trova il coraggio di sparare a Gayle, il quale colpisce Darnell, inoltre rivela a James che la fedina penale di Darnell è pulita, e che dunque gli ha mentito. Gayle si riprende il computer, e poi se ne va via, intimando James e Darnell di non mettere più il naso in questa faccenda.
James è in collera con Darnell per essersi preso gioco di lui, ma poi Darnell lo sprona a reagire, e quindi, dopo aver appianato le divergenze, Darnell e James vanno nel porto di San Pedro, dov'è lo yacht di Martin su cui è stato portato il computer: la barca prende il largo, diretto in un'isola privata di Martin, dove non c'è l'estradizione, ma Darnell e James riescono a salire sull'imbarcazione. I due affrontano gli uomini di Gayle, avendo la meglio su di loro, poi, sempre nello yacht trovano Martin, insieme a Alissa, che era a conoscenza di ciò che suo padre stava facendo, Martin confessa che la società stava andando in fallimento, quindi aveva deciso di arraffare più denaro possibile, rubandolo, per poi far ricadere la colpa su James. Nonostante tutto Martin e Alissa offrono a James la possibilità di venire via con loro, ma lui rifiuta. Darnell e James cercano di scappare via con il computer, ma Gayle li ferma, poi però James punta la sua pistola contro Gayle, Martin e Alissa, infine arriva la polizia, che aveva rintracciato il segnale della cavigliera di James.
Martin, Gayle e Alissa vengono finalmente arrestati per frode, e nonostante le iniziali accuse su James cadano, lui finirà in prigione per sei mesi con l'accusa di possesso d'arma da fuoco non registrata. Pure Peter finisce in prigione, essendo stato complice di Martin, mentre Darnell, grazie al denaro che James gli ha prestato, apre il suo nuovo autolavaggio.
Passati i sei mesi, James, sano e salvo, esce dal carcere, dove c'è il suo amico Darnell ad attenderlo, i due si abbracciano allontanandosi dalla prigione in auto.

## Produzione

### Cast
Il 7 dicembre 2012 la Warner Bros. ha annunciato di essere in trattative per produrre un film, con la data di uscita ottimamente rispettata per il 27 marzo 2015, diretto da Etan Cohen e prodotto da Adam McKay e Will Ferrell. Quest'ultimo e Kevin Hart lo stesso giorno sono anche stati scelti come protagonisti.
Il 26 febbraio 2014 anche Craig T. Nelson e Alison Brie si sono uniti al cast, così come Edwina Findley il 21 marzo e T.I., il famoso "cugino Russell", il 25 marzo seguenti.

### Riprese
Le riprese, iniziate il 17 marzo e concluse 14 maggio 2014, si sono svolte tra Beverly Hills, a Los Angeles, e New Orleans.

## Distribuzione
Il film è uscito nelle sale cinematografiche statunitensi il 27 marzo 2015 mentre la distribuzione nei cinema italiani è avvenuta il 15 luglio dello stesso anno, venendo poi trasmesso in prima TV su Italia 1 il 15 giugno 2017, dopo Come ti rovino le vacanze, anch'esso nel ciclo "commedia scapestrate e folli".

## Controversie
La Warner Bros. e Etan Cohen hanno curato approfonditamente la sceneggiatura per assicurarsi che l'umorismo nero non venisse malvisto.
Infatti il film è stato alquanto controverso per il suo "giocare con gli stereotipi di razza", ampiamente portati avanti dall'ottuso protagonista James (Will Ferrell): infatti per alcune scene il regista ha chiesto l'opinione del coprotagonista Kevin Hart su alcune aspre battute, che sarebbero potute essere mal accolte dal pubblico nero, apportando perciò alcune modifiche al copione.
Inoltre il film è stato criticato per le sue battute fondate su presunto "panico gay" ed omofobia.

## Accoglienza

### Incassi
A fronte di un budget di circa $ 40 milioni, il film, guadagnando già oltre 90 milioni di dollari tra Stati Uniti e Canada e altri 22 milioni nel resto del mondo, ha raggiunto un grandioso totale mondiale di oltre $ 113 milioni. Con oltre 33,8 milioni di dollari soltanto nel suo primo weekend di debutto, è stato il terzo più grande successo di Will Ferrell dopo Ricky Bobby - La storia di un uomo che sapeva contare fino a uno e I poliziotti di riserva, per poi venir addirittura superato il dicembre seguente da Daddy's Home (oltre $ 39 milioni).

### Critica
Nonostante il suo successo economico, Duri si diventa è stato accolto molto negativamente dalla critica, per le sue battute "di cattivo gusto" giudicate razziste e omofobe.
Infatti, sul sito web Rotten Tomatoes il film riceve solo il 28% delle recensioni professionali positive, con un voto medio di 5/10, basato su 186 recensioni; il consenso critico del sito afferma: "Presentato da subito come spreco di 2 ottimi attori comici, il film si accontenta di gag inutili e offensive invece di contare sul potenziale dei suoi protagonisti".
Anche su Metacritic, il film ottiene un punteggio medio di 34 su 100, basato su 43 critiche, indicando "recensioni generalmente sfavorevoli".
Per il Time, Richard Corliss (essendo praticamente l'unico a non demolire il film, tanto da intitolare infatti il suo articolo "Non dirlo a nessuno, ma mi è piaciuto Duri si diventa!") ha invece apprezzato il film, scrivendo che esso lo ha fatto ridere "con situazioni che non pensavo potessero piacermi" e che ha un senso e un cuore sotto il suo aspetto "apparentemente scabroso!".
Al contrario il critico cinematografico Roger Ebert, assegnando al film solo 2 stelle su 5, ne ha scritto: "I protagonisti Ferrell e Hart donano momenti divertenti alla storia… Ma questi (pochi) momenti sono posti in un caos di gag noiose, che nessuno riesce bene a difendere vista la loro intenzione di ingannare il pubblico e farla franca."

## Riconoscimenti
- 2016 - MTV Movie Awards[17]
  - Candidatura per il miglior film a Etan Cohen
  - Candidatura per la miglior performance comica a Will Ferrell